# Plantago lessingii
Plantago lessingii là một loài thực vật có hoa trong họ Mã đề. Loài này được Fisch. & C.A. Mey. miêu tả khoa học đầu tiên.